# Sugoi Uriarte
Sugoi Uriarte Marcos (* 14. května 1984 ve Vitoria-Gasteiz, Španělsko) je španělský judista baskické národnosti.

## Sportovní kariéra
Je rodákem z baskické oblasti Álava. Judu se věnuje od svých 5 let. Ve španělské reprezentaci se prosazuje od roku 2008, v době kdy končil vysokoškolská studia na Polytechnické univerzitě ve Valencii. Ve Valencii žije od svých 17 let a připravuje se pod vedením svého tchána Salvadora Gómeze. Jeho manželkou je španělská judistka Laura Gómezová. Ve španělské judistické reprezentaci se pohybuje i jeho mladší bratr Gar.
V roce 2012 se kvalifikoval na olympijské hry v Londýně. V prvním kole si poradil v boji na zemi s Italem Francesco Faraldem. V dalších dvou kolech si bez potíží poradil na ippon s judistou z Aruby a následně s judistou z Andorry. Ve čtvrtfinále dokázal vybodovat na yuko technikou seoi-nage Ázerbájdžánce Tarlana Karimova a v semifinále nastoupil proti Maďaru Miklósi Ungvárimu. Semifinále se odehrával především na v boji zemi kam ho svým dynamickým stylem jeho soupeř strhy směřoval. Ve druhé minutě nezachytil jeden z Ungváriho strhů sumi-gaeši a nakonec prohrál na yuko. V boji o třetí místo nastoupil proti Korejci Čo Čun-ho. V čistě pasivním zápase bez vážnějších nástupů do technik prohrál po hantei (praporky) a obsadil 5. místo.
V roce 2016 se kvalifikoval na olympijské hry v Riu a v úvodním kole nestačil na Ázerbájdžánce Nidžata Šichalizadeho, který ho vybodoval na yuko technikou sode-curikomi-goši.

### Vítězství
- 2008 - 1x světový pohár (Madrid)
- 2009 - 1x světový pohár (Tunis)
- 2016 - 3x světový pohár (Lima, Buenos Aires)

## Výsledky
| Olympijské hry     | —   |   |    |   | — |    |    |     | 5. |     |     |     | úč. |  |  |  |  |  |  |  |  |  |  |
| Mistrovství světa  |     | — |    | — |   | 2. | 5. | úč. |    | 7.  | úč. | úč. |     |  |  |  |  |  |  |  |  |  |  |
| Evropské hry       |     |   |    |   |   |    |    |     |    |     |     | úč. |     |  |  |  |  |  |  |  |  |  |  |
| Mistrovství Evropy | —   | — | —  | — | — | —  | 1. | úč. | 7. | úč. | 5.  | úč. | úč. |  |  |  |  |  |  |  |  |  |  |
| ME do 23 let       | úč. | — | 3. |   |   |    |    |     |    |     |     |     |     |  |  |  |  |  |  |  |  |  |  |